# U-20-Fußball-Südamerikameisterschaft 2011
Die U-20-Fußball-Südamerikameisterschaft 2011 fand vom 16. Januar 2011 bis zum 6. Februar 2011 in Peru statt.
Ausgetragen wurden die Begegnungen zur Ermittlung des Turniersiegers in den Städten Arequipa, Moquegua und Tacna. Es nahmen am Turnier die Nationalmannschaften Argentiniens, Boliviens, Brasiliens, Chiles, Ecuadors, Kolumbiens, Paraguays, Perus, Uruguays und Venezuelas teil.
Gespielt wurde in zwei Gruppen und einer anschließend ebenfalls im Gruppenmodus ausgetragenen Finalphase. Aus der Veranstaltung ging Brasilien als Sieger hervor. Die Plätze zwei bis vier belegten die Nationalteams aus Uruguay, Argentinien und Ecuador. Torschützenkönig des Turniers war der Brasilianer Neymar mit neun erzielten Treffern.

## Austragungsorte
| Arequipa                      | Moquegua                | Tacna                 |
| ----------------------------- | ----------------------- | --------------------- |
| Estadio Monumental de la UNSA | Estadio 25 de Noviembre | Estadio Jorge Basadre |
| Kapazität: 40.000             | Kapazität: 21.000       | Kapazität: 19.850     |
|                               |                         |                       |

## Gruppe A
| Pl. | Verein      | Sp. | S | U | N | Tore    | Diff. | Punkte |
| --- | ----------- | --- | - | - | - | ------- | ----- | ------ |
| 1.  | Argentinien | 4   | 3 | 1 | 0 | 008:400 | +4    | 10     |
| 2.  | Chile       | 4   | 2 | 0 | 2 | 006:800 | −2    | 06     |
| 3.  | Uruguay     | 4   | 1 | 1 | 2 | 006:500 | +1    | 04     |
| 4.  | Peru        | 4   | 1 | 1 | 2 | 004:500 | −1    | 04     |
| 5.  | Venezuela   | 4   | 0 | 3 | 1 | 004:600 | −2    | 03     |

## Gruppe B
| Pl. | Verein    | Sp. | S | U | N | Tore    | Diff. | Punkte |
| --- | --------- | --- | - | - | - | ------- | ----- | ------ |
| 1.  | Brasilien | 4   | 3 | 1 | 0 | 009:400 | +5    | 10     |
| 2.  | Ecuador   | 4   | 2 | 1 | 1 | 005:300 | +2    | 07     |
| 3.  | Kolumbien | 4   | 1 | 2 | 1 | 007:800 | −1    | 05     |
| 4.  | Paraguay  | 4   | 1 | 1 | 2 | 006:800 | −2    | 04     |
| 5.  | Bolivien  | 4   | 0 | 1 | 3 | 003:700 | −4    | 01     |

## Finalrunde
| Pl. | Verein      | Sp. | S | U | N | Tore    | Diff. | Punkte |
| --- | ----------- | --- | - | - | - | ------- | ----- | ------ |
| 1.  | Brasilien   | 5   | 4 | 0 | 1 | 015:300 | +12   | 12     |
| 2.  | Uruguay     | 5   | 3 | 1 | 1 | 004:700 | −3    | 10     |
| 3.  | Argentinien | 5   | 3 | 0 | 2 | 007:500 | +2    | 09     |
| 4.  | Ecuador     | 5   | 2 | 2 | 1 | 003:200 | +1    | 08     |
| 5.  | Chile       | 5   | 1 | 0 | 4 | 006:110 | −5    | 03     |
| 6.  | Kolumbien   | 5   | 0 | 1 | 4 | 001:800 | −7    | 01     |

Anmerkung: 
1. ↑  Kolumbien war als Gastgeber für die WM ohnehin qualifiziert.

## Torschützenliste

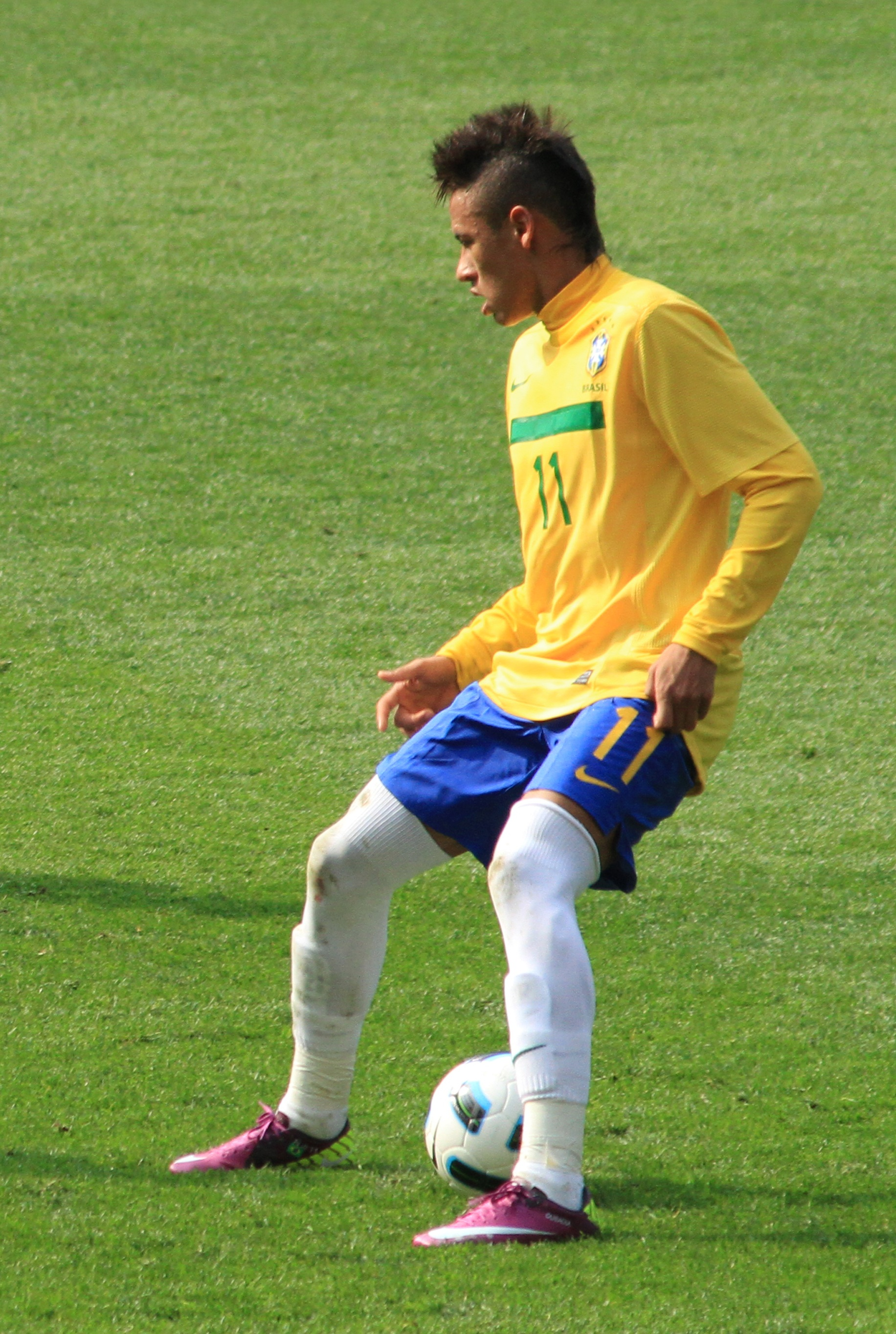
Torschützenkönig Neymar aus Brasilien

| Pl. | Nat.        | Spieler          | Verein                  | Tore |
| --- | ----------- | ---------------- | ----------------------- | ---- |
| 1   | Brasilien   | Neymar           | FC Santos               | 9    |
| 2   | Argentinien | Facundo Ferreyra | CA Banfield             | 4    |
| 2   | Brasilien   | Lucas            | FC São Paulo            | 4    |
| 2   | Kolumbien   | Edwin Cardona    | Atlético Nacional       | 4    |
| 2   | Ecuador     | Edson Montaño    | KAA Gent                | 4    |
| 6   | Argentinien | Juan Iturbe      | FC Porto                | 3    |
| 6   | Brasilien   | Casemiro         | FC São Paulo            | 3    |
| 6   | Brasilien   | Willian          | CD Maldonado            | 3    |
| 6   | Bolivien    | Darwin Ríos      | Club Deportivo Guabirá  | 3    |
| 6   | Chile       | Bryan Carrasco   | Audax Italiano          | 3    |
| 6   | Chile       | Felipe Gallegos  | CF Universidad de Chile | 3    |
| 6   | Uruguay     | Adrián Luna      | Defensor Sporting       | 3    |

## Schiedsrichter
- Diego Abal
- Raúl Orosco
- Wilson Seneme
- Jorge Osorio
- Omar Ponce
- Wilmar Roldán
- Antonio Arias
- Víctor Carrillo
- Dario Ubriaco
- Marlon Escalante